# Paseo (restaurante)
Paseo es una cadena de tiendas de sándwiches caribeños con sede en Seattle, Washington, Estados Unidos. Fue fundado en 1994 y quebró en 2014 antes de ser revivido bajo una nueva propiedad al año siguiente. El restaurante tiene cuatro ubicaciones en el condado de King.

## Historia
El primer Paseo fue inaugurado en Fremont en 1994 por Lorenzo Lorenzo, un chef nacido en Cuba. El menú inicial incluía platos llanos de $6 a $7,50, así como sándwiches de pollo, cerdo y gambas que costaban hasta $5,50. Una segunda ubicación, en un edificio rosa frente a Shilshole Bay en el oeste de Ballard, abrió en agosto de 2008. Ambos restaurantes solo aceptaban efectivo y servían principalmente comida para llevar con asientos limitados para los clientes; Paseo también dibujó largas filas que se extendían fuera del edificio la mayoría de los fines de semana. El restaurante también cerró anualmente por «vacaciones de invierno» a fines de diciembre. Paseo ocupó el quinto lugar en la lista de restaurantes mejor calificados del sitio web de reseñas Yelp en 2014 y comenzó a abrir los domingos.
En septiembre de 2014, cuatro extrabajadores presentaron una demanda civil contra Lorenzo y el restaurante que los acusaba de robo de salarios y «maltrato por motivos raciales», lo que Paseo negó. Ambas ubicaciones cerraron abruptamente el 11 de noviembre de 2014, citando «circunstancias desafortunadas» que según un empleado no estaban relacionadas con la demanda. Tras su cierre, Paseo fue tendencia localmente en Twitter, los asiduos del restaurante dejaron flores y realizaron una vigilia con velas, y varias publicaciones publicaron elogios para el restaurante. Al día siguiente, Paseo se declaró en bancarrota con más de $30,000 en deudas cotizadas; varios empleados también se pusieron en contacto con el semanario alternativo local The Stranger para negar las afirmaciones de la demanda. Los fanáticos del restaurante iniciaron una campaña de Kickstarter y recaudaron $ 40,000 en su primera semana, pero los patrocinadores retiraron los fondos luego de recibir comentarios de exempleados de Paseo que desaprobaron del intento.
En diciembre de 2014, el empresario local Ryan Santwire ganó una subasta en un tribunal federal por el nombre y los activos de Paseo y anunció planes para revivir el restaurante. La oferta de $91,000 no incluía las recetas originales luego de una objeción de Lorenzo; en cambio, Santwire y varios exempleados de Paseo recrearon las recetas mediante ingeniería inversa. La ubicación de Fremont reabrió el 8 de enero de 2015 y tuvo 50 clientes en los primeros 30 minutos. El restaurante retuvo a gran parte de su antiguo personal y proveedores, pero comenzó a aceptar tarjetas de crédito. Los hijos de Lorenzo abrieron su propia tienda de sándwiches Ballard, llamada Un Bien, en junio de 2015 utilizando las recetas originales del restaurante y el personal anterior. Más tarde, Un Bien abrió una segunda ubicación en la antigua ubicación en Shilshole Bay de Paseo un año después.
Una segunda ubicación de Paseo abrió en SoDo el 28 de julio de 2016, en un espacio de 0,4 m² alquilado a Chris R. Hansen, quien había adquirido el sitio para un posible estadio de baloncesto. La planificación de la ubicación comenzó en septiembre de 2015, pero su apertura se retrasó debido a varios problemas, incluida la pérdida de energía del edificio debido al vandalismo. El restaurante más grande incluye más espacio para sentarse, bebidas alcohólicas y maíz tostado. En 2019, Paseo ofreció sus sándwiches y maíz tostado en el T-Mobile Park cercano durante los juegos de los Seattle Mariners. La ubicación de SoDo se convirtió temporalmente en un autocine con proyecciones de películas durante la pandemia de COVID-19 mientras continuaba ofreciendo catering.
Una ubicación en Capitol Hill adyacente a Neumos abrió en febrero de 2017, pero cerró nueve meses después y fue reemplazada por una tienda de pollo frito Bok a Bok. Más tarde, Paseo abrió una sucursal en el campus de Microsoft Redmond y una tienda de tamaño completo en Issaquah en agosto de 2022. Varios clientes acamparon durante la noche mientras esperaban que abriera la ubicación de Issaquah. Paseo ha anunciado planes para expandirse a Federal Way o Tacoma para 2023 y otras ciudades suburbanas en el futuro.

## Recepción
En 2010, la serie Best Food Ever de TLC clasificó al asado cubano de Paseo como el segundo mejor sándwich de los Estados Unidos.